# Зоргвлід
Зоргвлід (нід. Zorgvlied) — село в нідерландській провінції Дренте. Входить до муніципалітету Вестервелд.
Його площа становить 23,66 км², а населення станом на 2021 рік складало 485 осіб.

## Галерея

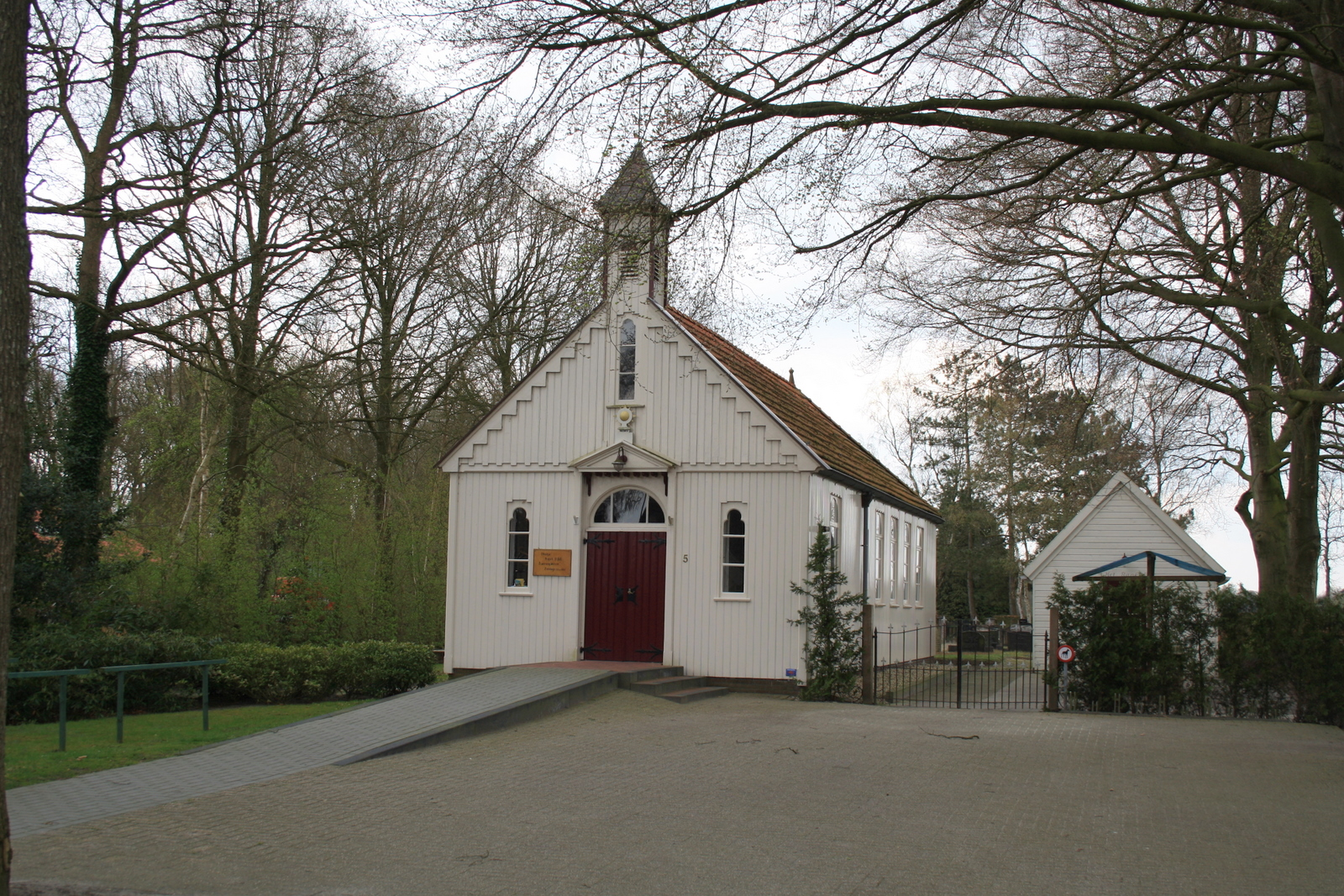
Каплиця у селі
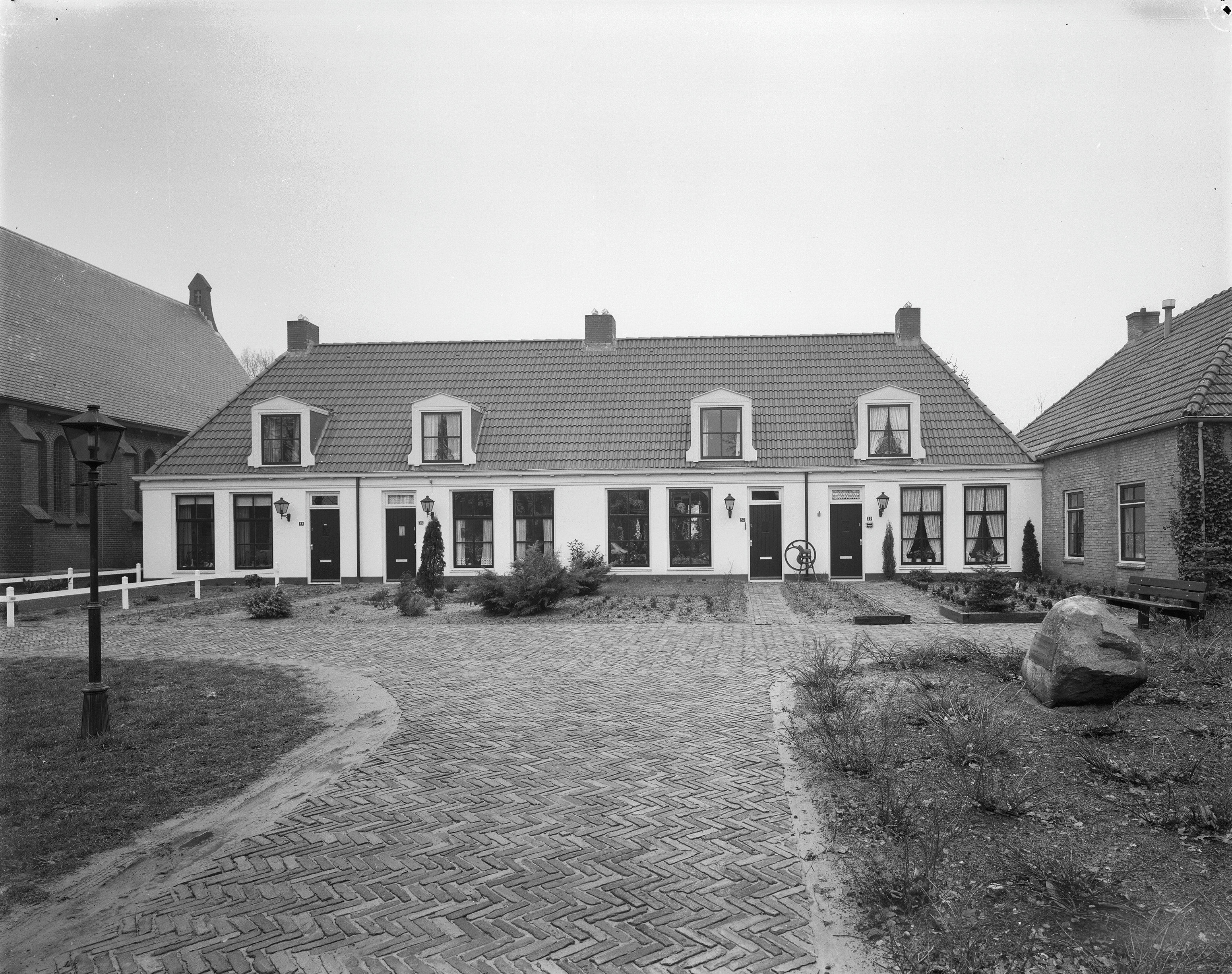
Маєток Зоргвлід